# SomeLines

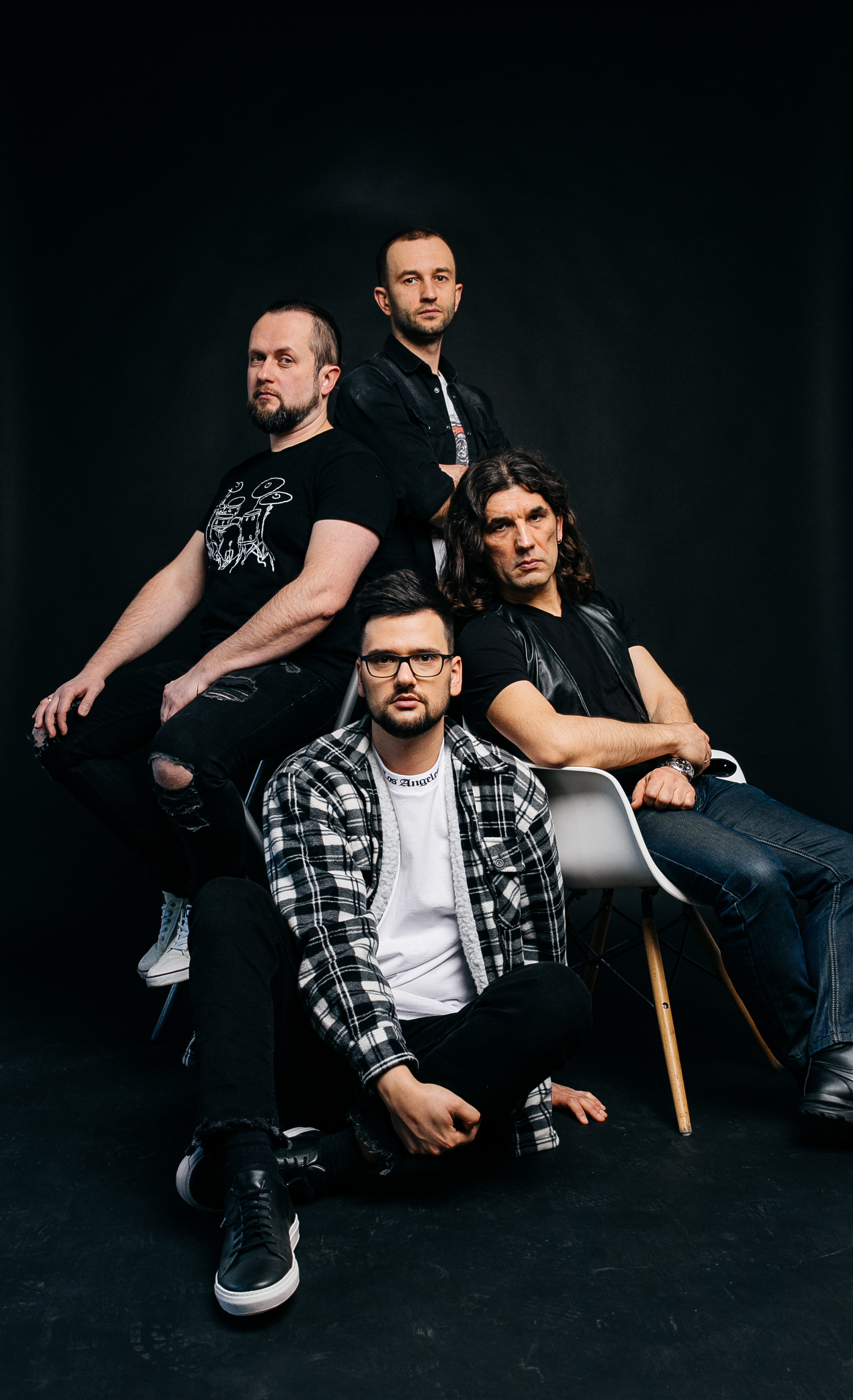
гурт SomeLines

SomeLines (з англійської — «декілька ліній» або «декілька рядків») — український попрок гурт з Києва. Лідером, засновником, вокалістом, автором переважної кількості пісень гурту є Кирило Семененко. Підписав контракт з лейблом та офіційно видавати свої пісні гурт почав у 2018 році, а передісторія гурту починається ще у 2012 році. Пісні «SomeLines» мають легке гітарне звучання з надихаючими та мотивуючими текстами. Музиканти часто експерементують у жанрах: брітпоп, індірок, поппанк, акустичний рок, софтрок, нью госпел, воршіп мюзік.

## Передісторія

### Історія створення
Фактично гурт SomeLines народився у 2012 році після розпаду попереднього гурту «The Tuesday». Але, переважно, SomeLines існував у соц.мережах і мало виступав.
Майже кожен учасник гурту «The Tuesday» створив власний проєкт. Хтось став відомим блогером, хтось — лідером кавер бенду, хтось — лідером релігійної організації. А Кирило Семенеко створив «SomeLines» і став його лідером. До цього Кирило грав у різних гуртах і, навіть, кілька разів засновував свої гурти.
2012 рік був овіяний чутками про черговий кінець світу. На самому початку року гурт «SomeLines» заявив про себе та виклав у соц.мережі «Вконтактє» перші 2 треки, основним меседжем яких була заява, що кінця світу в 2012 році не буде.
У 2014 році гурт SomeLines виступав переважно в акустичному форматі. Тоді ж було записано перший альбом — «На сторінках четверга» (2014). Альбом було презентовано на спеціальній закритій vip-вечірці. Пісні записано на диски, а також викладено у соц.мережі «Вконтактє». З 2018 року альбом можна знайти та завантажити на усіх музичних платформа (ITunes, GooglePlay, Deezer, SoundCloud, Spotify та ін.).
Ідеологічно на творчість гурту вплинув американський музичний стиль госпел, а також, гурти U2, Switchfoot, Skillet та P.O.D. З вітчизняних — це, звичайно, батьки української рок-сцени, «Океан Ельзи». Коли робили акустику, захоплювались творчістю гуртів: 5'nizza, Бумбокс. Згодом нові учасники приносили все більше свіжих ідей, і колектив перетворився в більш електронний з роковим звучанням.

### Сингл «Разом»та інші табірні хіти
У 2016 вийшов dance-сингл «Разом (ти і я)», на який була відзначена позитивна реакція в соціальних мережах. До сьогодні, багато хто вважає дану роботу найпопулярнішою піснею гурту. Велика кількість слухачів знає пісню з приспівом «Разом, разом, разом…» більше, ніж назву самого гурту.
У 2017 виходить російськомовна пісня-молитва «В Твоих руках».
Обидві пісні були написані для великого екстрим табору на Закарпатті «GZ camp» та програм для дитячих і підліткових кемпів, які можна отримати в електронному та друкованому форматах. «Разом (Ти і я)» стала гімном програми «Квадрат 127» , а «В Твоих руках» — програми «Time Line» .  Програма «Time Line» від GZcamp зайняла перше місце у конкурсі від Асоціація християнських таборів «CCI» на проекті «REcamp 2018».
В кінці 2017 «SomeLines» записали лайв-відео просто на вулиці спільно з учасником шоу «Голос країни 4 та 6» Аняня Удогво . Пісня «Road»  також (вже традиційно) стає гімном програми, яку видає «GZ camp». Програму «La Manca»  та студійну україномовну версію пісні «Road» («Дорога») було видано вже у 2018 році.

## Історія

### 2018. Співпраця з лейблом, нові пісні та тур кемпами.
На початку року гурт підписує контракт з лейблом Moon Records і офіційно випускає свій перший альбом, який було записано ще у 2014.
2018 рік можна вважати переломним роком в історії гурту. Як каже Кирило Семененко: «Це рік, в якому, нарешті, все почалося по-справжньому! Я жартую, але наш розвиток перейшов на новий, офіційний рівень».
Також цього року гурт представив нові сингли: «Надія точно є» та «Вперед» , на останній було знято кліп. Пісні гурту також вперше звучали на радіо.
Літом SomeLines поїхали у свій перший тур. Це був тур літніми кемпами, що проходили на різних базах відпочинку, та охопив 5 населених пунктів України.

### 2019. Другий альбом та концерт у MonteRay.
У 2019 було видано сингл «Земля» та другий альбом «Вперед», до якого було зібрано усі сингли попередніх років. Презентація альбому пройшла 22 червня у столичному концерт-холі «MonteRay». Для участі у кількох обраних піснях було запрошено спеціальних гостей: дует скрипалів та дитячий вокальний гурт (з учасниками шоу «Голос діти»). Завантажити альбом «Вперед» можна на усіх музичних платформа (ITunes, GooglePlay, Deezer, SoundCloud, Spotify та ін.).

### 2020. Перший ремікс та альбом записаний на вулиці.
У травні 2020 гурт випустив свій перший ремікс на пісню «Вперед» разом із музикантом Belaha, який увійшов до рейтингу топ-20 кращих україномовних треків танцювального характеру, які з'являлися в ефірі KissFM та на просторах інтернету впродовж травня 2020 року . 2 червня відбулася презентація кліпу на даний ремікс.
Початок пандемії COVID-19 зламало багато планів гурту. «Історія розвитку нашого музичного проєкту мала виходити в цьому році на ще більш високий, новий рівень, але сталося так, як сталося. Тому ми продовжуємо розвиватися в тих умовах, в яких знаходимось», — розказує Кирило Семененко.
В кінці літа музиканти зібрали необхідну апарату та інструменти, завантажили все у декілька авто та попрямували записувати і знімати новий матеріал просто на вулицях (та околицях) Києва. Врешті-решт записаний матеріал вилився у спеціальний лайв-альбом «Музика на вулицях міста». Даний міні-альбом доступний до прослуховування лише на платформах SoundCloud та YouTube, він умисно позбавлений студійного звучання та був записаний просто на вулиці.

### 2021. Саундтрек до книги.
«Твій шлях» — нова рок-балада гурту присвячена книзі «Ступаючи лісом, що вкритий мохом» письменниці Юліани Караман . Саунд нової пісні прикрашають українські та кельтські етно-мотиви. При створенні музики використовувались такі екзотичні інструменти: вістл, калімба, боран та інші. «Твій шлях» — це саундтрек до книги та занурення в атмосферу справжнього єднання з природою та усвідомлення своїх коренів.
«Я би хотів, щоб люди відчували подих природи, слухаючи нашу пісню. Основні події, як книги, так і саундтреку, розгортаються на території Карпатського лісу. І, можливо, це стане поштовхом для слухачів/читачів поїхати кудись подалі від міста, побути у тиші, подумати про високе і знайти себе. Адже ми частина природи і часто нам не вистачає єднання з нею», — Кирило Семененко, лідер гурту «SomeLines».
«Мій новий роман про пошук себе, про жіночність, про свободу, прощення та радість. Ця історія про щастя, яке приховане у простих речах. Не зважаючи на всі блага сучасної цивілізації, наше єство тягнеться до створеної Богом природи, безкраїх просторів та чистого повітря. Я дуже рада, що спеціально до мого роману написано прекрасний саундтрек „Твій шлях“! Все вийшло навіть краще, ніж я уявляла!», — коментує авторка книги Юліана Караман.

### 2022. Повномаштабне вторгнення.
У цьому році гурт планував продовжувати накопичувати матеріал для третього більш рокового студійного альбому, з робочою назвою «Заради життя». Але, через початок повномасштабної російсько-української війни на всій території України, творчі плани довелося відкласти на невизначений термін.
У березні через лейбл Moon Records було видано останню студійну роботу гурту — сингл «Заради життя».
Музиканти сподіваються передати натхнення та мотивацію усім прихильникам сучасної української музики через свою творчість, щоб надихати на хороші справи та спонукати задуматися про духовні цінності. Через війну наразі музиканти ставлять творчий проєкт «SomeLines» на паузу та більше зосереджуються на волонтерській діяльності.

### 2023—2024. Християнський період.
"SomeLines" відроджує свою діяльність після вимушеної творчої паузи. Ці роки — це так званий християнський період гурту. І, хоча музиканти завжди трималися традиційних та християнських цінностей, агітували за здоровий спосіб життя та підтримували різні соціальні ініціативи, саме у зазначений період вони видають безпосередньо пісні прославлення. На ці два роки команда віднайшла покликання у духовній та волонтерській підтримці України. Тепер "SomeLines band" розширює склад та стають "SomeLines Worship". До квартету музикантів додається ще один електрогітарист — Назаренко Артем. А також клавішниця та вокалістка — Меркулова Галина. Іноді, до співпраці залучаються ще додаткові музиканти.
У кінці 2023 року гурт видає "живий" альбом "В Твоїх руках". До платівки увійшли сучасні християнські хіти (на які хлопці зробили кавер-версії), а також деякі випущені ще раніше пісні "SomeLines". Центральною композицією альбому музиканти вважають пісню "В Твоїх руках", яку ще з 2017 хотіли перевидати саме українською мовою. Повна версія альбому доступна тільки на SoundCloud та YouTube. На усіх інших платформах завантажено скорочену версію альбому.
Записи живих виступів гурту (які стали основою для альбому) були пов'язані з тісною співпрацею з Ірпінською Біблійною Церквою (ІБЦ). Громада євангельських християн-баптистів у місті Ірпінь робила величезний обсяг волонтерської роботи під час окупації частини Київської області та після її звільнення. 4 жовтня 2022 року ІБЦ була нагороджена Грамотою Верховної Ради України За заслуги перед Українським народом.
Також у 2024 "SomeLines" видає ряд синглів: «Бог з нами», «Святий навіки», «Боже Єдиний». А також записує у студії інші воршіп пісні, вихід яких очікується у наступному році.
Також ці роки лідер гурту Кирило Семененко разом з іншими волонтерами регулярно збирає кошти на авто для військових ЗСУ та для гуманітарної допомоги в областях, постраждали внаслідок війни.

## Цікаві факти
- Коли вибирали назву, важливим було не тільки гарне звучання, але і значення слова/слів, щоб відображалася суть творчості гурту.
- З англійської «SomeLines» — «декілька ліній». За задумом, мова йде про те, що кожний день ми малюємо різні лінії свого життя. І від того, що ми малюємо сьогодні, залежить яка картина вийде в кінці. Ще один переклад — «декілька рядків», тобто короткий вірш або уривок.
- Автором тексту та музики майже усіх пісень є Кирило Семененко.
- Гурт полюбляє експериментувати і змішувати різні стилі. Особливо цікаво поєднувати танцювальні ритми з рок-мотивами. Коли гурт виступає в акустичному форматі, часто заличають скрипки або флейту.
- У більшості пісень можна прослідкувати мотиваційні тексти. А також соціальну та духовну тематику.
- Кирило Семененко має дві вищі освіти (диплом лікаря стоматолога, НМУ ім. О. О. Богомольця та диплом релігієзнавця, НПУ ім. М. П. Драгоманова). Є практикуючим лікарем-ортодонтом.

## Склад
Кирило Семененко — вокал, гітара (2012 — до сьогодні)
Євгеній Паскар — електрогітара (2012 — до сьогодні)
Дмитро Сірченко — бас-гітара (2018 — до сьогодні)
Вадим Корнута — ударні (2019 — до сьогодні)

## Дискографія

### Альбоми
2018 — На сторінках четверга (студійний)
2019 — Вперед (студійний)
2020 — Музика на вулицях міста (акустичний live)
2023 — В Твоїх руках (live)

### Сингли
2012 — «Новий рік», «На сторінках четверга», «Небезпека».
2013 — «Спіймав-відпусти», «Крик душі».
2015 — «Струна»
2016 — «Разом»
2017 — «В Твоїх руках», «Мрії та сни», «Road».
2018 — «Надія точно є», «Вперед», «Дорога».
2019 — «Земля»
2020 — Belaha remix «Вперед»
2021 — «Твій шлях»
2022 — «Заради життя»
2024 — «Бог з нами», «Святий навіки», «Боже Єдиний».